# 1 Coríntios 12
1 Coríntios 12 é o décimo-segundo capítulo da Primeira Epístola aos Coríntios, de autoria do Apóstolo Paulo, no Novo Testamento da Bíblia.

## Estrutura
A Tradução Brasileira da Bíblia organiza este capítulo da seguinte maneira:
- 1 Coríntios 12:1-3 - Acerca de Dons espirituais
- 1 Coríntios 12:4-11 - Há diversidades de dons na igreja
- 1 Coríntios 12:12-31 - A unidade orgânica da igreja